# Moalandlsee
Der Moalandlsee ist ein Bergsee im Geigenkamm in den Ötztaler Alpen. Es handelt sich hierbei um einen Karsee, er liegt auf einer Höhe von 2525 Metern oberhalb des Pitztals und nordwestlich des Hundstalkogels. 
Der Anstieg zum See führt von Piösmes im Pitztal zunächst zur Luibisalm, die nicht bewirtschaftet ist. An einer Jagdhütte vorbei gelangt man auf die Luibisböden, dort zweigt der Weg zum See vom Anstiegsweg zum Luibiskogel nach Süden ab. Nun zunächst steil hinauf, durch ein Kar und über eine Scharte erreicht man den Moalandlsee. Für den Weg sind ungefähr 3 Stunden zu veranschlagen.
Die umgrenzenden Berge des Geigenkamms sind im Süden der Sturpen, im Osten der hoch über dem See aufragende Hundstalkogel, im Westen der Grabkogel und im Nordwesten der Wildgratenkogel.

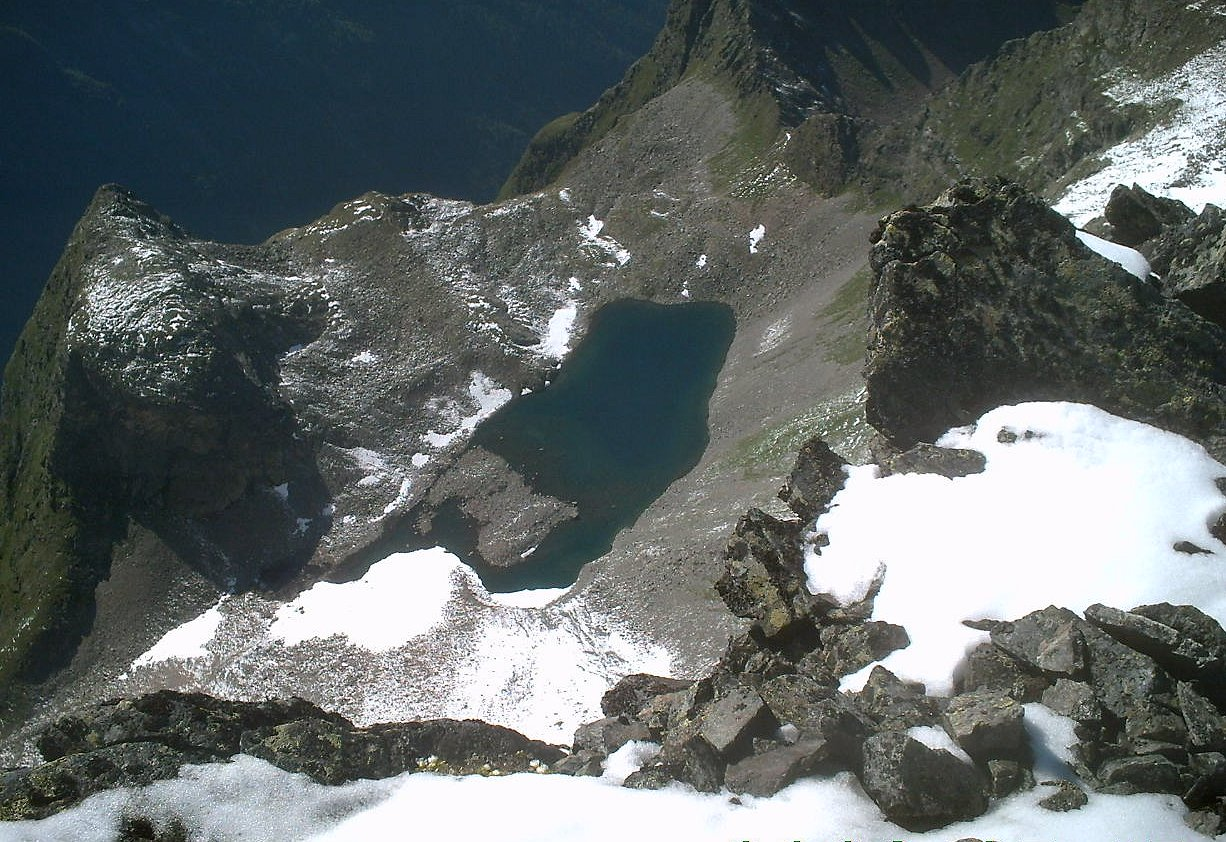
Vom Nordgipfel des Hundstalkogels
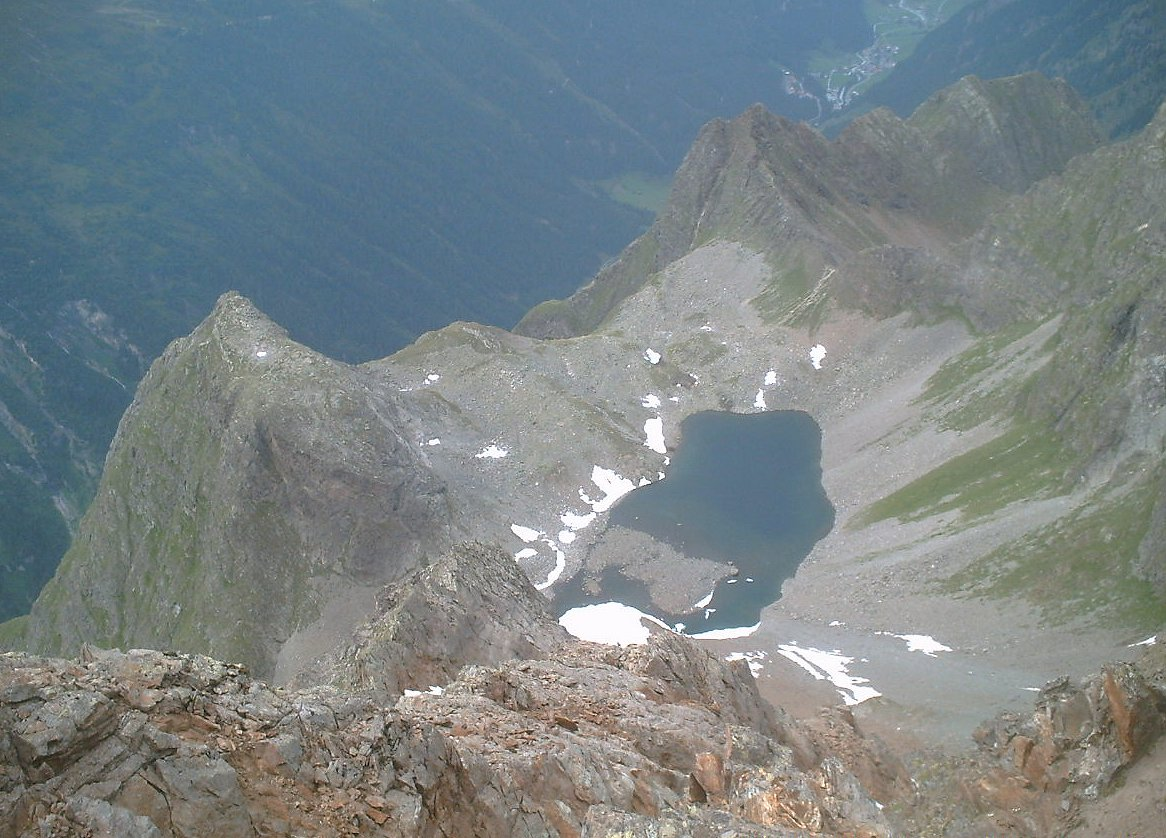
Vom Südgipfel des Hundstalkogels
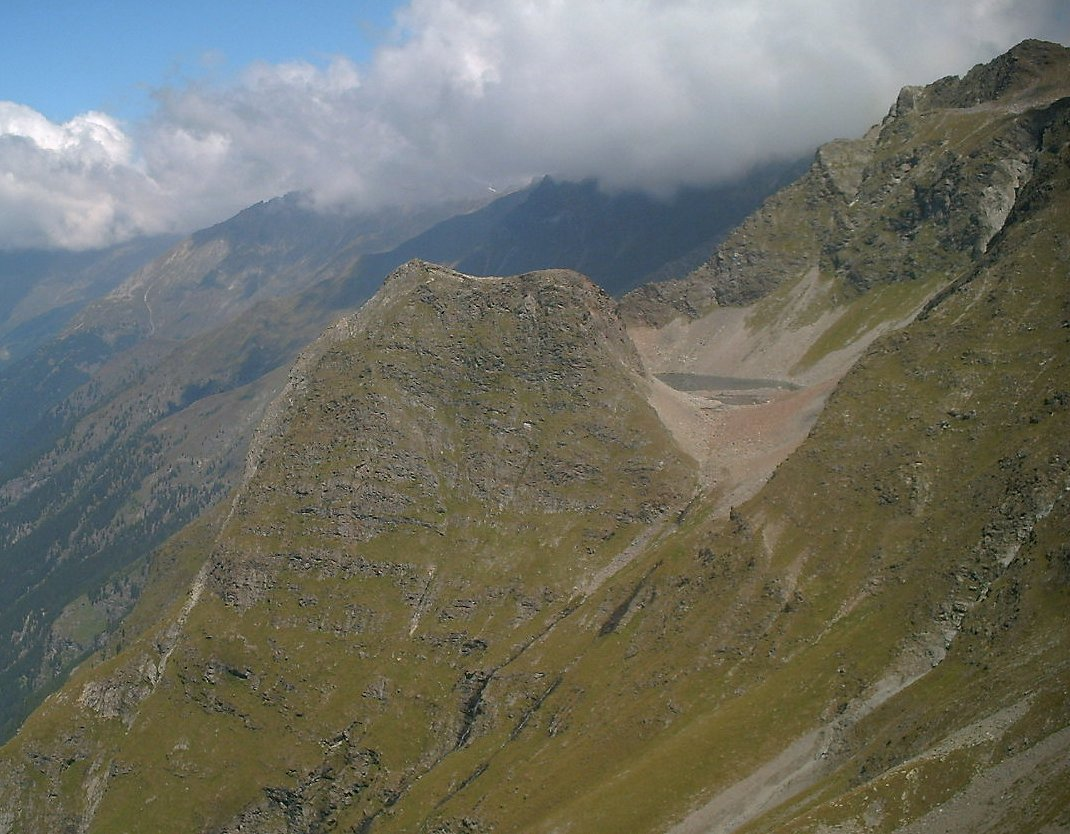
Vom Sturpen